# Derekuşçulu, Görele
Derekuşçulu là một xã thuộc huyện Görele, tỉnh Giresun, Thổ Nhĩ Kỳ. Dân số thời điểm năm 2011 là 283 người.